# Site Clovis
Pour les articles homonymes, voir Clovis.
Le site Clovis ou Blackwater Locality no 1 est un site archéologique qui se trouve près de la ville de Clovis, dans l'État du Nouveau-Mexique, dans l'Ouest des États-Unis. Il a donné son nom à la culture Clovis, une culture préhistorique paléoindienne apparue il y a environ 13 500 à 13 000 ans.
Il a livré en 1932 les restes d'un mammouth tué à l'aide de lances armées de pointes en pierre taillée. Dans les années 1950, le site fut daté de 11 500 ans av. J.-C.

## Historique des recherches
Le site a été découvert en 1929 par Ridgely Whiteman.
Il a livré des pointes foliacées bifaciales à cannelures (ou pointes flûtées), connues depuis sous le nom de pointes de Clovis et probablement inventées en Amérique. Les pointes de Clovis sont lancéolées et plus grandes que les pointes de Folsom (en).
D'autres outils de pierre et d'os ont également été mis au jour. Ces vestiges étaient associés avec les ossements d'espèces éteintes de la grande faune du Pléistocène final, dont le Mammouth de Colomb, des camélidés, des chevaux, des bisons, des tigres à dent de sabre et de grands canidés (Canis dirus).